# Watashitachi no Tamura-kun
Watashitachi no Tamura-kun (わたしたちの田村くん?  lit. Nuestro Tamura-kun) es una novela ligera japonesa de dos volúmenes escrita por Yuyuko Takemiya, con ilustraciones de Yasu. El primer volumen fue lanzado el 10 de junio de 2005 y el segundo el 10 de septiembre del mismo año, ambos publicados por MediaWorks en su revista Dengeki Bunko. Una adaptación al manga hecha por Sachi Kurafuji fue publicada en Dengeki Cómic Gao! entre mayo de 2006 y febrero de 2008. Se produjo también un radio drama basado en la serie; y una recopilación de dos discos de la obra fueron lanzados el 30 de abril de 2007.

## Argumento
La historia principal de Watashitachi No Tamura-kun gira alrededor del protagonista principal Yukisada Tamura, quién está en su tercer año de instituto cuando la historia empieza. Yukisada se queda cautivado por una extraña y hermosa chica llamada Komaki Matsuzawa, quien dice que nació en otro planeta y que está tratando de regresar. Eventualmente, Yukisada confiesa sus sentimientos por Komaki, pero antes de que las cosas puedan progresar, la abuela de Komaki muere y ella tiene que irse. Se mantienen en contacto durante un tiempo mediante cartas, pero Komaki deja de escribir cerca de la fecha de los exámenes de ingreso a la escuela secundaria y pierden el contacto. Al entrar en la escuela secundaria Yukisada se preocupa por una de sus compañeras de clase llamada Hiroka Sōma. Hiroka fue intimidada en la secundaria, y se quedó en casa para evitar a sus torturadores. Esto la llevó a ser aislada e indefensa. Yukisada elige no ignorarla, a diferencia de la mayoría de sus compañeros de clase, y en su lugar comienza a animarla y le ayuda a construir su autoestima. En poco tiempo, Hiroka se enamora de Yukisada, y le confiesa su amor. Durante este tiempo, el mejor amigo de Yukisada, Takakura, se ha mantenido en contacto con Komaki y ha mencionado a Hiroka en sus comunicaciones. Entonces, un día, Yukisada recibe una carta de Komaki preguntando sobre Hiroka. Esto pone a Yukisada en un difícil dilema donde él tiene que elegir entre su viejo amor, Komaki, y su nuevo amor, Hiroka.
La historia paralela de dos capítulo titulada Takaura-Sanchi no Kazokukeikaku (高 浦 さ ん ち の 家族 計画) Trata de una buena amiga de Yukisada Tamura, Shinichi Takaura y su pequeña media hermana, Io Tamai. Io detesta cualquier cosa relacionada con asuntos de amor o afecto y es muy antisocial. Al ver esto, Shinichi intenta rehabilitar a su media hermana en materia de amor.

## Publicaciones

### Novelas ligeras
Watashitachi no Tamura-kun comenzó como una serie de dos volúmenes de novelas ligeras escritas por Yuyuko Takemiya e ilustradas por Yasu. Las novelas son publicadas por MediaWorks bajo su sello editorial  Dengeki Bunko.La primera novela fue lanzada el 10 de junio de 2005, y la segunda, el 10 de septiembre de 2005. La serie consta de tres capítulos principales y dos capítulos adicionales de la historia secundaria. El primer volumen contiene los dos primeros capítulos principales y el primer capítulo de la historia secundaria, mientras que el segundo volumen contiene el tercer capítulo principal y el segundo capítulo de la historia secundaria. El primer capítulo principal fue publicado en la edición de otoño de 2004 de Dengeki hp Special, una edición especial de la ahora desaparecida revista de novelas ligeras de MediaWorks, Dengeki hp. El segundo capítulo principal fue serializado en Dengeki hp entre los volúmenes 34 y 35.
Había también una serie de historias no recogidas en volúmenes. La primera fue una historia corta llamada "Watashitashi no Chō! Tamura-kun" que apareció en la edición de noviembre de 2005 de la revista antológica Dengeki hPa de novelas ligeras. Otra, llamada "Himitsu Melancholy" apareció en el primer Fan Book de Watashitashi no Tamura-kun que vino incluido con el volumen de julio de 2006 de Dengeki Cómic Gao!. La última fue una historia adicional añadida al CD-Drama llamada "Ohige Girls".

### Manga
Una adaptación al manga ilustrada por Sachi Kurafuji fue publicada en la revista shōnen manga japonesa Dengeki Cómic Gao! Entre el 27 de mayo de 2006 y el 27 de febrero de 2008, por MediaWorks. Los capítulos fueron recogidos en cuatro volúmenes tanqueōbon publicados por la revista de MediaWorks, Dengeki Cómics, entre el 16 de diciembre de 2006 y el 27 de junio de 2008.

### Obra radiofónica
Un radio drama basado en la historia principal de las novelas ligeras emitido en el programa de radio de MediaWorks: Dengeki Taishō, entre el 23 de diciembre de 2006 y el 13 de enero de 2007 conteniendo cuatro episodios. La obra radiofónica fue emitida en tres estaciones de radio japonesas: Nippon Cultural Broadcasting, Radio Osaka, y Radio Tokai Broadcasting. Más tarde, el radio drama fue publicado como un Drama-CD de dos discos el 30 de abril de 2007; Es de aproximadamente noventa y cinco minutos de duración. El paquete de CD también contuvo un cuento original escrito por el autor de las novelas llamado "Ohige Girls", dos cintas para teléfono celular con pendientes cada una, y un fondo de escritorio de ordenador accesible desde el segundo CD.